# Placas de identificação de veículos na Eslovênia

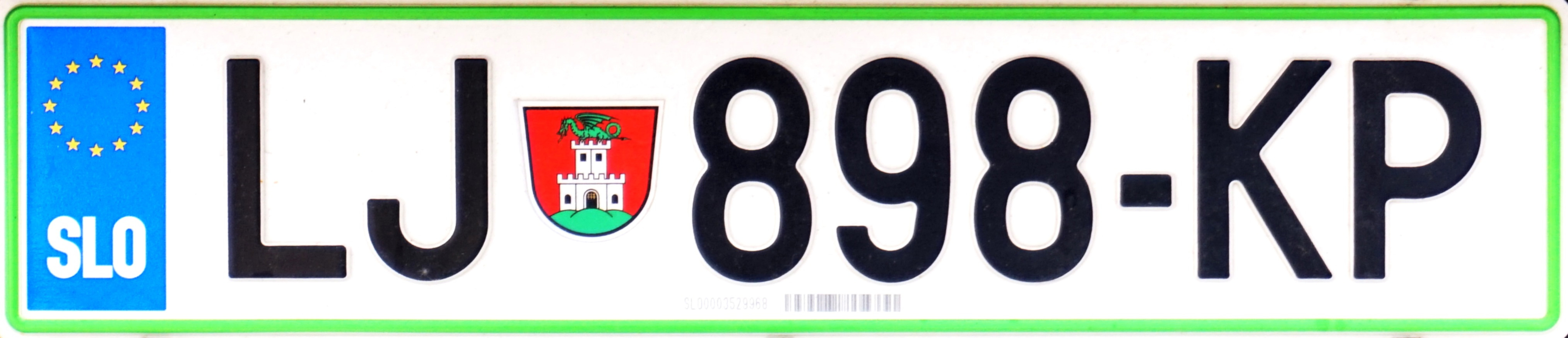
Padrão a partir de junho de 2008

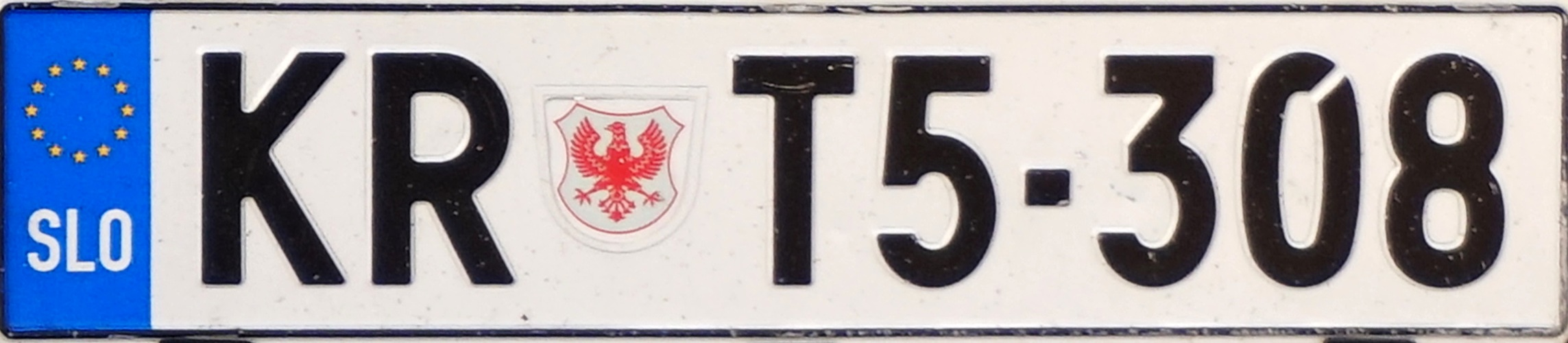
Placa emitida de 2004 a 2008

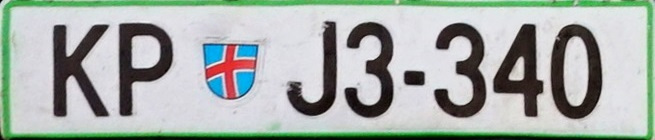
Padrão produzido de 1992 a 2004: o mesmo modelo passou a ser usado novamente desde 2008, mas com a faixa da UE à esquerda

As placas de identificação de veículos da Eslovênia são o modelo utilizado nos veículos desse país do Leste Europeu. O código internacional é SLO.  As placas são feitas de metal. À esquerda, existe uma faixa azul como em outros países da União Europeia, que na Eslovênia estão em uso desde 2004, juntamente com texto à prova de adulteração até 2008; o texto está em letras pretas sobre fundo branco, na fonte tipográfica Helvetica. Em 2008, o formato das placas novamente foi revertido para o modelo com borda verde usado antes de 2004 e com a fonte antiga, mas mantendo a faixa indicativa da UE à esquerda. Duas placas devem estar presentes em cada carro - uma na frente e outra na traseira. 

## Prefixos de localização e divisões regionais
Em placas comuns, as 2 primeiras letras antes do brasão indicam a região onde o carro foi inicialmente registrado. Uma divisão adicional é feita pelo brasão de armas da cidade correspondente, colocado após as letras da área regional para indicar subdivisões. 
| Código | Região         | Subdivisões |
| ------ | -------------- | --- |
| CE     | Celje          | Celje, Laško, Mozirje, Slovenske Konjice, Šentjur, Šmarje pri Jelšah, Velenje, Žalec                                             |
| GO     | Nova Gorica    | Ajdovščina, Idrija, Tolmin, Nova Gorica                                                                                          |
| KK     | Krško          | Brežice, Krško, Sevnica |
| KP     | Koper          | Izola, Koper, Piran, Sežana, Ilirska Bistrica                                                                                    |
| KR     | Kranj          | Jesenice, Kranj, Radovljica, Škofja Loka, Tržič                                                                                  |
| LJ     | Liubliana      | Cerâmica, Domžale, Grosuplje, Hrastnik, Kamnik, Kočevje, Litija, Liubliana, Logatec, Ribnica, Trbovlje, Vrhnika, Zagorje ob Savi |
| MB     | Maribor        | Lenart contra Slovenskih Goricah, Maribor, Ormož, Pesnica pri Mariboru, Ptuj, Ruše, Slovenska Bistrica                           |
| MS     | Murska Sobota  | Gornja Radgona, Lendava, Ljutomer, Murska Sobota                                                                                 |
| NM     | Novo Mesto     | Črnomelj, Metlika, Novo Mesto, Trebnje                                                                                           |
| PO     | Postojna       | Postojna |
| SG     | Slovenj Gradec | Dravograd, Radlje ob Dravi, Ravne na Koroškem, Slovenj Gradec                                                                    |

## Placas especiais

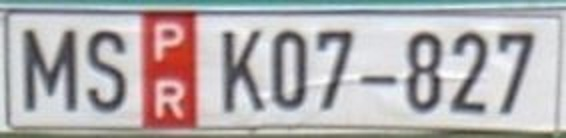
Matrícula temporária eslovena

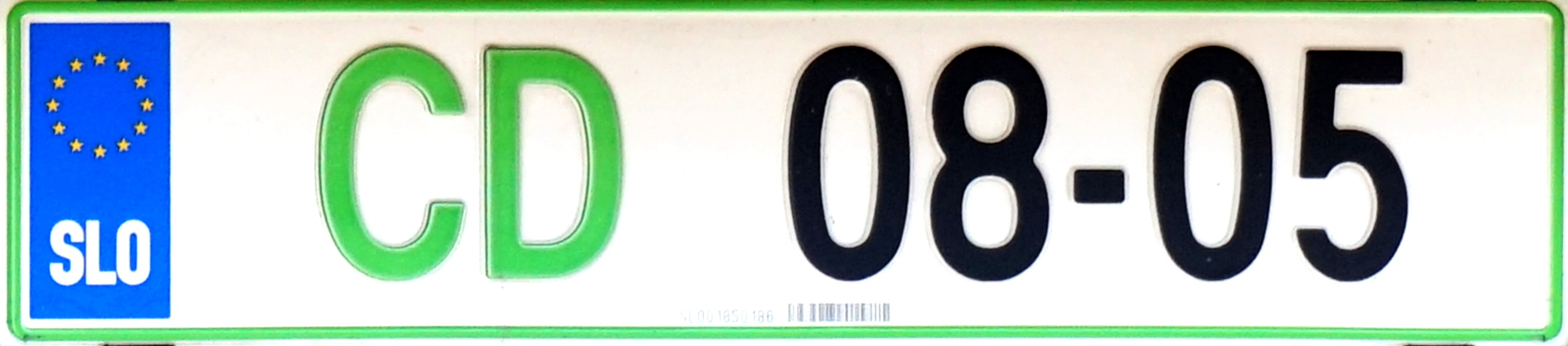
Placa diplomática eslovena

- As placas diplomáticas nos veículos a serviço das representações estrangeiras na Eslovênia têm os prefixos CMD e CD. Outros carros de missões internacionais e diplomáticas começam com o prefixo M. Todas as placas têm quatro dígitos após as letras. Os dois primeiros números identificam a organização ou embaixada. Essa categoria é indicada, além das letras, pelos caracteres verdes da categoria e pretos na parte numérica sobre fundo em branco.
- Placas militares consistem em letras brancas sobre fundo preto e possuem as letras SV.[3]
- As placas temporárias anteriormente continham E na série e tinham fundo verde. As placas temporárias atual são brancas com uma faixa vermelha com as letras PR.
- As placas de veículos policiais têm caracteres azuis sobre fundo branco e começam com P.
- As chapas de exportação são pretas sobre fundo amarelo. A faixa à direita indica a data de validade.
- As placas de ciclomotores são iguais às placas de exportação, exceto pelo tamanho reduzido.
- As placas agrícolas são brancas sobre um fundo verde.
- As placas de reboques tinham o formato reverso das placas de emissão regulares, ou seja, o código da região é posterior ao escudo e o número de série o precede.